# Daala
Daala是一個免专利使用费的影像編碼格式，由Xiph.Org基金會和主要的贊助者Mozilla進行開發，開發者領導者為Timothy B. Terriberry。Daala的命名來源是星際大戰中的女性角色Admiral Natasi Daala。
參考實做為C語言，以BSD授權條款的形式開放原始碼，使用的專利可以讓任何人在任何情況下使用。自2013年6月20日開始，Xiph.Org基金會陸續發布了一些開發進度報告，以及使用到的技術介紹於網站上。目前Daala為IETF的NETVC專案和開放媒體聯盟的AOMedia Video 1（AV1）其中一個候選技術 。